# Mitriostigma usambarense
Mitriostigma usambarense är en måreväxtart som beskrevs av Bernard Verdcourt. Mitriostigma usambarense ingår i släktet Mitriostigma och familjen måreväxter. Inga underarter finns listade i Catalogue of Life.